# اچ‌ام‌اس هایلندر (اچ۴۴)
اچ‌ام‌اس هایلندر (اچ۴۴) (به انگلیسی: HMS Highlander (H44)) یک کشتی بود که طول آن ۳۲۳ فوت (۹۸٫۵ متر) بود. این کشتی در سال ۱۹۳۹ ساخته شد.